# Glockengießerei Bachert

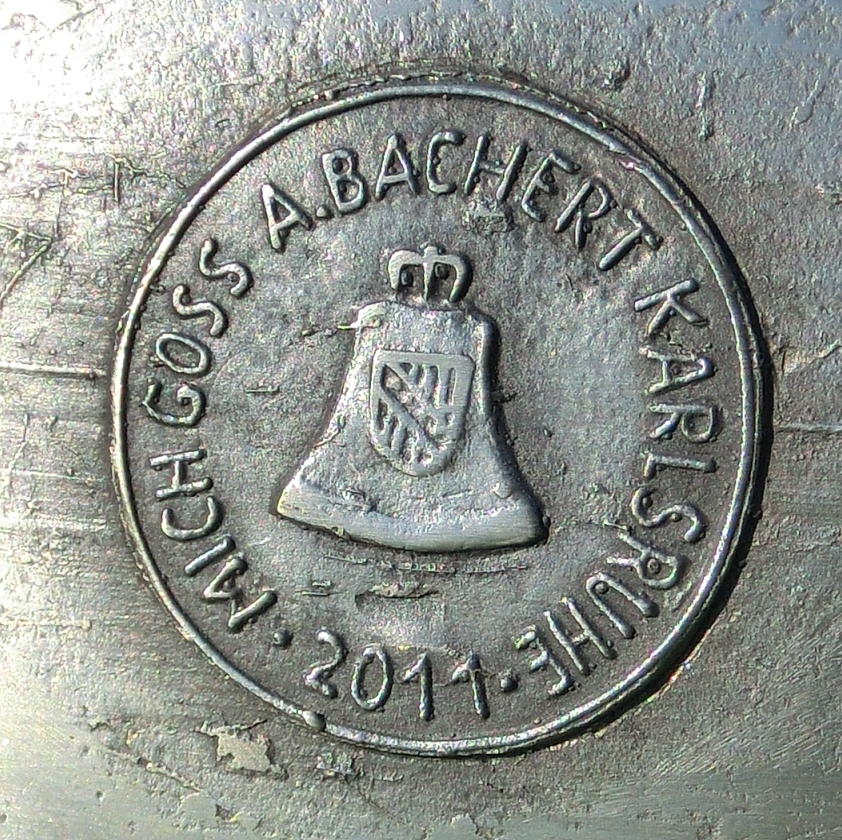
Gießerzeichen

Die Glockengießerei Bachert ist eine traditionsreiche südwestdeutsche Glockengießerei, die zahlreiche Kirchenglocken für bedeutende Kirchen gegossen hat. Das Familienunternehmen wurde um 1770 in Dallau gegründet. Nachkommen des Gründers errichteten später weitere Standorte in Bad Friedrichshall-Kochendorf, Heilbronn und Karlsruhe, zu denen außer Glockengießereien auch eine Feuerwehr-Gerätefabrik zählte. 
Ab 2003 befand sich die Firma als Glockengießerei Bachert Karlsruhe GmbH wieder in einer Hand in Familienbesitz und hatte ihren Sitz in Karlsruhe. 2018 wurde der Sitz nach Neunkirchen (Baden) verlegt und die Gesellschaft in Glockengießerei Bachert GmbH umfirmiert. Seit 2021 leitet Nicolai Wieland, Sohn von Albert Bachert, den Betrieb in achter Generation. Albert Bachert bleibt weiterhin Inhaber.

## Geschichte

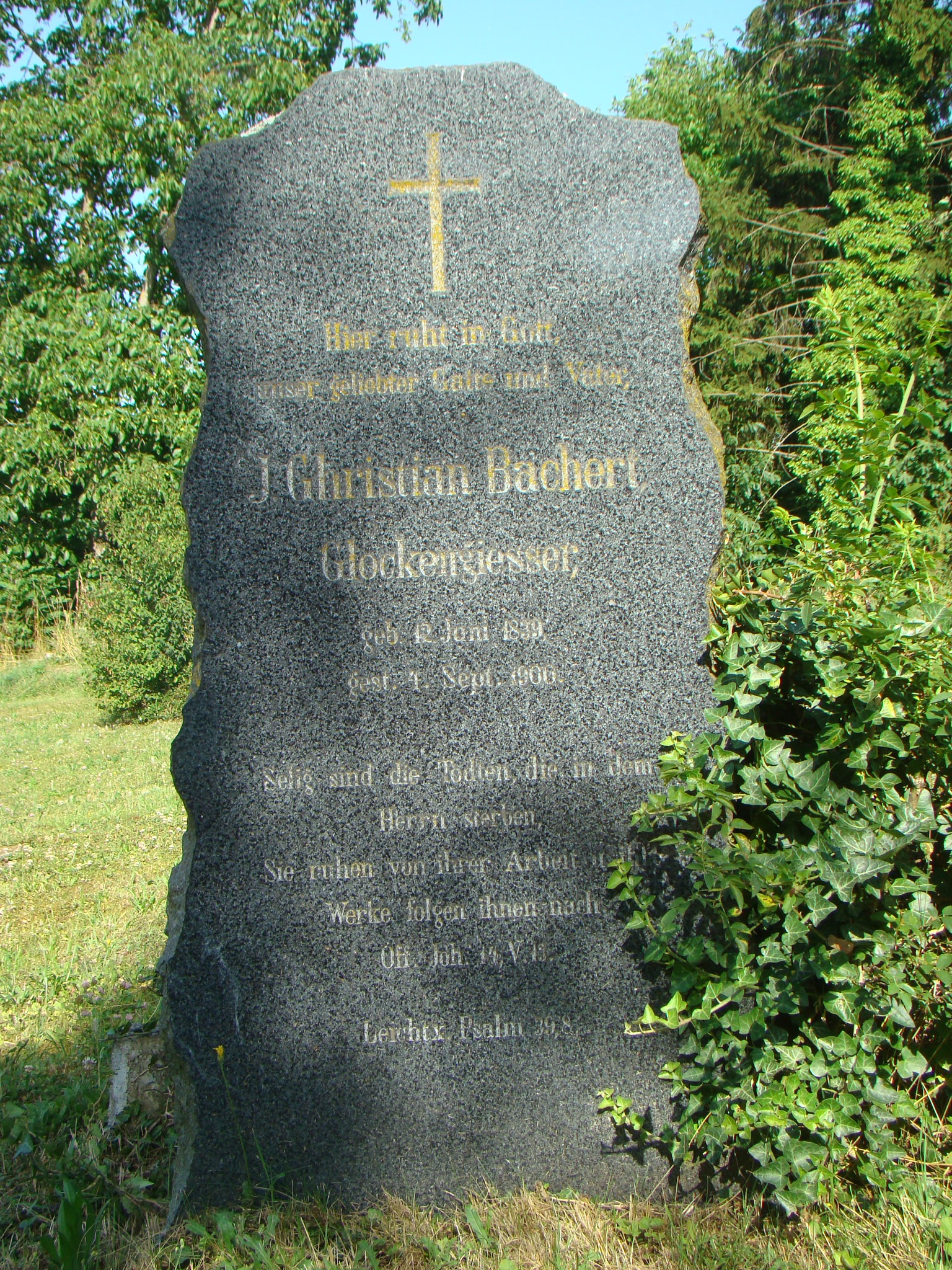
Grabmal von Christian Bachert (1839–1900) in Dallau

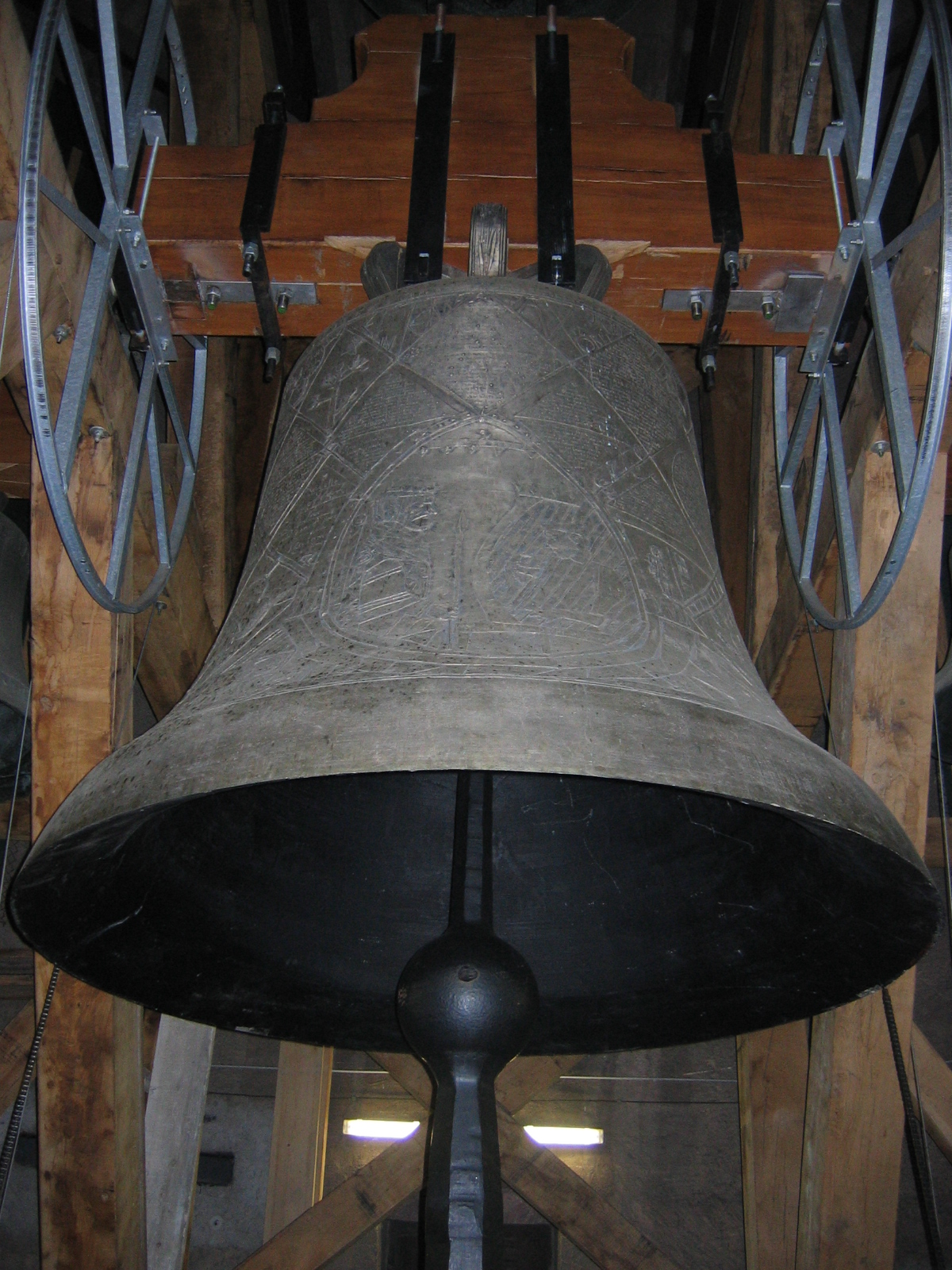
Karlsruhe, Christuskirche:
Friedensglocke

Der Betrieb wurde um 1770 in Dallau von dem aus Siegen stammenden Kaspar Bachert († 1776) als Messinggießerei gegründet. Zu den ersten Produkten zählten Messingknöpfe für die Uniformproduktion, für welche die 1767 im Trienztal gegründete Leinenfabrik den Stoff lieferte. Die Dallauer Werkstatt führte der Sohn Johannes Bachert mit seinem Schwager Johann Peter Schwarz fort. In diesem Betrieb war wohl auch Jakob Bachert († 1834) tätig, ein weiterer Sohn Kaspar Bacherts. Als das Unternehmen 1797 verkauft wurde, erwarb Jakob Bachert ein Haus in Dallau und eröffnete dort eine neue Gießerei. Seine hauptsächlichen Produkte waren Schnallen für Uniformgürtel, später kamen Glocken, Feuerwehrspritzen u. ä. hinzu. Jakob Bachert hatte drei Söhne: Johann Adam, Johann Peter und Martin. Johann Peter wird 1822 als Glockengießer in Dallau genannt, später erscheint der Vater als Glockengießer und Johann Peter als Schnallengießer, zuletzt wird Johann Peter nur noch als Krämer bezeichnet und war möglicherweise nur noch für den Absatz der Produkte zuständig oder überhaupt nicht mehr im Familienbetrieb tätig.
Der Betrieb in Dallau wurde ab 1837 von Martin Bachert († 1875) fortgeführt, der nun insbesondere Feuerwehrspritzen goss und das Wohnhaus der Familie 1863 erneuern ließ. Sein Sohn Christian Bachert (1839–1900) ließ das Gießhaus massiv in Stein ausführen und erweiterte das Wohnhaus verschiedentlich. Nach seinem Tod kam das Dallauer Anwesen in den Besitz seiner Frau aus zweiter Ehe, Louise Bachert, geb. Bender, aus Auerbach.
Johann Adam Bachert (1799–1871), ein Sohn Jakob Bacherts und ein Enkel des Gründers Kaspar Bachert, war 1813 nach Kochendorf gezogen. Dort erwarb er 1829 das St. Andrésche Schlösschen und nahm dort 1830 ebenfalls die Gießerei auf. Nach dem Tod Christian Bacherts im Jahr 1900 übernahm die Kochendorfer Fabrik auch das Werk in Dallau, das man 1914 aufgab. Die Kochendorfer Gießerei wechselte vom St. André’schen Schlösschen in das ehemalige Gaswerk des Ortes, wo ein moderner Betrieb entstand. Der Kochendorfer Fabrikant Louis (Ludwig Friedrich) Bachert (1830–1913) wurde 1910 Ehrenbürger des Ortes. In Kochendorf entstand später auch die Feuerwehrgerätefabrik Bachert, und das Unternehmen produzierte auch Leitern.
Die wirtschaftliche Blüte des Unternehmens in der Mitte des 20. Jahrhunderts wird insbesondere dem großen Bedarf an Kirchenglocken als Ersatz für die im Ersten und Zweiten Weltkrieg durch Ablieferung und Einschmelzen beziehungsweise durch Kriegseinwirkung zerstörten Glocken zugeschrieben. Die Gießerei in Kochendorf, das seit 1933 ein Stadtteil von Bad Friedrichshall war, wurde im April 1945 durch Jagdbomber-Angriffe zerstört, nach dem Krieg jedoch rasch wiederaufgebaut.
Die Brüder Alfred und Karl Bachert gründeten 1904 eine Glockengießerei in der Bannwaldallee 44 in Karlsruhe. Albert Bachert (1871–1949) gründete 1947 mit seinem Sohn Alfred ein weiteres Werk in Heilbronn. Das Werk in Karlsruhe gelangte nach dem Tod der kinderlosen Besitzer in den 1960er-Jahren vorübergehend an andere Besitzer. Die Feuerwehrgerätefabrik in Kochendorf gelangte 1983 an die Kienbaum-Gruppe.
Im Jahr 1982 fusionierten die Karlsruher Gießerei und die Heidelberger Gießerei des 1971 verstorbenen Glockengießers Friedrich Wilhelm Schilling zur Karlsruher Glocken- und Kunstgießerei. Die Gießereien Gebrüder Bachert in Bad Friedrichshall-Kochendorf und Alfred Bachert in Heilbronn wurden ab 1988 vereinigt. Im Januar 2003 schloss sich die Vereinigung mit der Gießerei Gebrüder Bachert, Karlsruhe zur Glockengießerei Bachert Karlsruhe GmbH mit Sitz in Karlsruhe an. 2018 folgte der Umzug nach Neunkirchen (Baden) und die Umfirmierung in Glockengießerei Bachert GmbH.
Bachert beschäftigt in seiner Firma auch eine Künstlerin (derzeit Annette Weiß), die unter anderem die Kronen gestaltet. Glocken werden traditionell immer freitags 15 h, zur Todesstunde Jesu, gegossen. Zur heutigen Produktpalette zählen neben Kirchenglocken auch Schiffsglocken, Glockenspiele, Carillons, Glockenarmaturen und Zubehör. Das Unternehmen restauriert außerdem historische Glocken. Bachert-Glocken befinden sich in zahlreichen historisch bedeutenden Kirchen. Sie haben einen weichen, grundtönigen Klangcharakter.

## Große Glocken und Geläute
Auswahl:
- Aichach, Mariä Himmelfahrt: sechs Glocken von 2016 (b0–des1–es1–f1–as1–b1) als Ersatz für Stahlglocken vom Bochumer Verein von 1947
- Alleshausen, St. Blasius: eine Glocke von 1962 (a1) zu einer vorhandenen (h1) von 1690
- Ansbach, Friedenskirche: fünf Glocken von 1967 (a1–h1–cis2–e2–fis2)
- Ammerbuch-Entringen, Michaelskirche: zwei Glocken von 1997 (d2-f2), eine Glocke von 2016 (g2) und zwei Glocken von 2017 (d1-f1) zu 4 vorhandenen
- Bad Schwartau (Cleverbrück), St. Martin: drei Glocken von 1960 (b1–des2–es2)
- Bad Reichenhall, St. Nikolaus: drei Glocken von 1977 (cis1–fis1–gis1), zu drei vorhandenen.
- Balaguer, Església de Santa Maria: fünf Glocken von 1999 (c1–e1–g1–a1–c2)[5]
- Barcelona, Montjüic: eine Glocke von 1992 mit 6800 kg (as0) für die Olympischen Sommerspiele[6]
- Barcelona, Olympisches Dorf (Barcelona) (Abrahamkerk): fünf Glocken von 1992 (b1–c2–es2–f2–g2) für die Olympischen Sommerspiele[7]
- Breisach, Stephansmünster: zwei Glocken von 2011 (b0–es1)[8] und eine Glocke von 2012 (ges1) zu fünf vorhandenen[9]
- Buchloe, Stadtpfarrkirche Mariä Himmelfahrt: vier Glocken von 2019 (h0–dis1–fis1–gis1) zu einer vorhandenen ais', als Ersatz für Stahlglocken vom Bochumer Verein von 1947/48

- Burgdorf, St. Pankratius: drei Glocken von 2009 (a0–d1–fis1) zu einer vorhandenen
- Celle, Stadtkirche St. Marien: Friedensglocke von 2008 (Schlagton: ges0, Masse: 8.202 kg) zu drei vorhandenen
- Dabel, Dorfkirche: vier Glocken von 2015 (a1–d2–e2–fis2) zu einer vorhandenen (h1) als Ersatz für zwei Eisenglocken aus dem Jahre 1968
- Duderstadt, St. Cyriakus: zwei Glocken von 2011 (as0–c1) zu fünf vorhandenen
- Dresden, Frauenkirche: sieben Glocken von 2002/3 (d1–e1–g1–a1–c2–d2–f2) zu einer vorhandenen
- Eckartshausen (Büdingen), Ev. Kirche: drei Glocken von 1959 (g1–h1–e2), zu einer vorhandenen (d2)
- Erlangen, St. Matthäus: fünf Glocken von 1961 (h0–d1–e1–fis1–a1)
- Ellwangen (Jagst), Basilika St. Vitus: fünf Glocken von 1956 (a0–h0–g1–a1–h1) zu drei vorhandenen

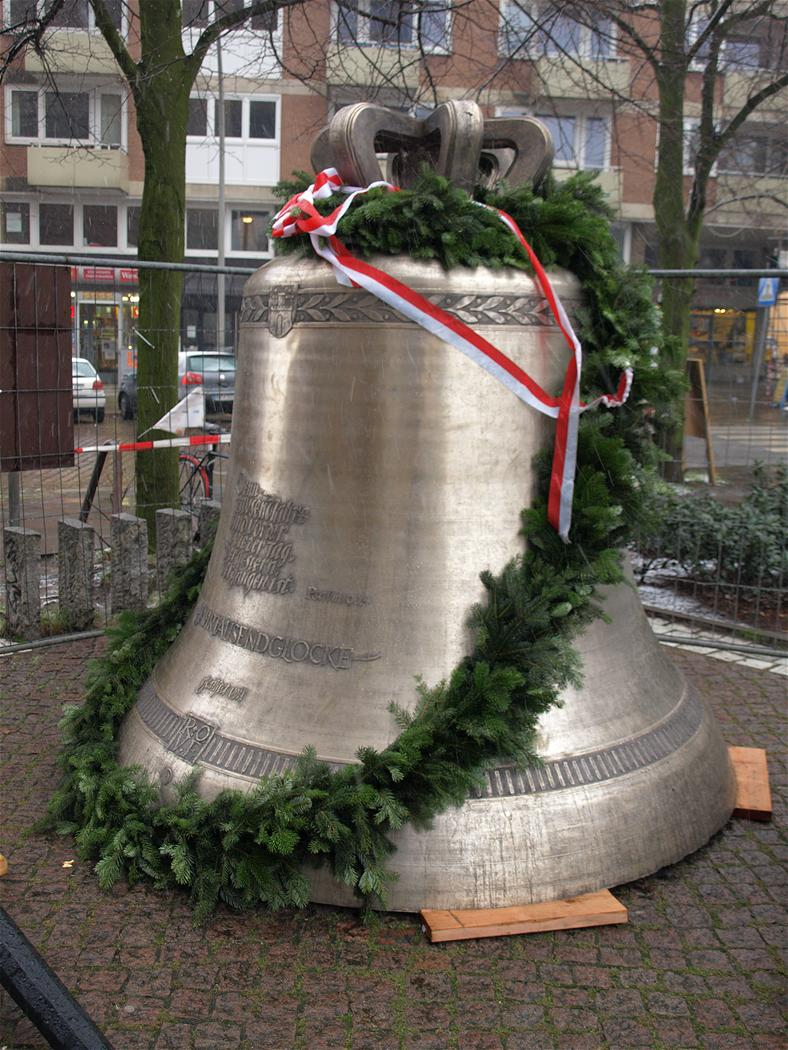
Jahrtausendglocke von 2008

- Fischbach, Pfarrkirche St. Mauritius: vier Glocken von 2014  (g1–b1–c2–es2) als Ersatz für vier Glocken der Glockengießerei Grüninger aus dem Jahr 1949[10]
- Frankfurt am Main, Gustav-Adolf-Kirche: insgesamt drei Glocken, zwei von 1950 (gis1–h1), eine von 1956 (dis1), zu einer vorhandenen (cis2).
- Fronreute, St. Laurentius: eine Glocken von 1920 (c2)
- Garaballa (Spanien), Unsere Liebe Frau von Texeda: sechs Glocken von 1994 (es1–ges1–as1–b1–des2–es2)[11]
- Gettorf, St. Jürgen: drei Glocken von 1960 (dis1-gis1-h1) zu einer vorhandenen fis1 von 1731
- Gnissau, St. Katharinenkirche: zwei Glocken von 1964 (Schlagtonfolge: (es1–ges1), zu einer vorhandenen (b1) von M & O Ohlsson (1934).
- Gößweinstein, Basilika: fünf Glocken von 1998 (a0–c1–g1–a1–h1) zu zwei vorhandenen
- Grävenwiesbach, Ev. Kirche: eine Glocke von 1927 (c2)
- Hamburg, Hauptkirche St. Michaelis: Jahrtausendglocke von 2008[12] (Schlagton: f0, Masse: 9.040 kg) zu fünf vorhandenen Glocken von Schilling/Apolda von 1909/24
- Hamburg-Rahlstedt, Dietrich-Bonhoeffer-Kirche: vier Glocken (e1–gis1–h1–cis2)
- Hamburg-Rahlstedt, Thomaskirche: drei Glocken von ? (fis1–a1–h1)
- Hamburg-Sasel, Vicelinkirche: insgesamt zwei Glocken, eine von 1961 (gis1), eine von 1962 (cis1), zu einer vorhandenen (e1) von 1863.
- Hannover, Thomaskirche: vier Glocken von 2005 (dis2–e2–fis2–gis2), zu zwei vorhandenen.
- Hannover-Groß Buchholz, Matthiaskirche: sechs Glocken von 1961 (c1–f1–g1–as1–b1–c2)
- Harburg, St. Barbara: sieben Glocken von 1960 (es1-f1-as1-b1-c2-es2-f2)
- Heilbronn, Kreuzkirche: sechs Glocken von 1964 (g1–h1–c2–d2–e2–g2) (Nach Verkauf der Kirche wurden die Glocken entnommen und in der Kilianskirche Heilbronn eingelagert)
- Henstedt-Ulzburg, Kreuzkirche: fünf Glocken von 1963 (f1–a1–c2–d2–e2)
- Herbertingen, St. Oswald: insgesamt vier Glocken, drei von 1957 (es1–as1–c2), eine von 1963 (b1), zu zwei historischen Glocken (f1–es2)
- Hildesheim, Dom: sechs Glocken von 2013 (g1–as1–b1–c2–es2–f2) zu sechs vorhandenen von F.W. Schilling von 1960 und Johann Martin Roth von 1765
- Höchst (A), Pfarrkirche St. Johann: sieben Glocken von 2005 (as0–c1–es1–f1–as1–b1–c2; Schlagtonlinie verzogen)
- Hoheim, St. Georg: zwei Glocken von 1992 (Schlagton: cis2, e2)
- Igualada, Marien Basilika: sechs Glocken von 1990 (h0–dis1–fis1–gis1–h1–cis2)[13]
- Igualada, Heilige Familie-Kirche: sechs Glocken von 1994 (h1–cis2–dis2–fis2–gis2–h2)[14]
- Isny im Allgäu, St. Margareta: drei Glocken von 1954 (e1–g1–h1) zu einer vorhandenen (a1) von 1602.
- Karlsruhe, Christuskirche: Friedensglocke von 2004 (Schlagton: f0, Masse: 9.160 kg) zu fünf vorhandenen
- Karlsruhe-Durlach, St. Peter und Paul: sieben Glocken von 2000 (gis0–h0–cis1–dis1–e1–gis1–h1) zu einer vorhandenen
- Kassel-Forstfeld, Immanuelkirche: drei Glocken von 1961 (d1–e1–g1)
- Kassel-Mitte, Lutherkirche: drei Glocken von 1957 (c1–es1–as1) zu einer vorhandenen von 1925 (Schlagton f1)
- Kassel-Mitte, St. Familia: drei Glocken von 2015 (c1–d1–f1) zu einer vorhandenen von 1924 (Schlagton e1)
- Kassel-Niederzwehren, Markuskirche: drei Glocken von 2016 (h0–e1–fis1) zu einer vorhandenen von 1913/Replikat von 1573 (Schlagton gis1)
- Kiel, Osterkirche: vier Glocken von 1966 (f1-g1-b1-c2)
- Klingenmünster, Protestantische Kirche: fünf Glocken von 1965 (a1–h1–cis2–e2–fis2)
- Knottenried, St. Oswald: insgesamt drei Glocken, zwei von 1987 (a1, d²), eine von 2001 (f2), zu einer historischen (c²), gegossen 1466 von Ulrich Schnabelburg II, St. Gallen.
- Landstuhl, Stadtkirche: vier Glocken von 1968 (as1–b1–c2–es2)
- Kronshagen, Christuskirche: vier Glocken von 1960 (d1-f1-g1-b1)
- Leer (Ostfriesland), Lutherkirche: drei Glocken von 1969 (fis'–gis'–h'), 2010 restauriert durch Klokken- en Kunstgieterij Reiderland.
- Leipzig, Nikolaikirche: sechs neue Glocken von 2019 mit Gewichten von 453 bis 6775 kg als Ergänzung zu zwei vorhandenen Glocken.[15]
- Leutkirch im Allgäu, Dreifaltigkeitskirche: eine Glocke von 2017 (d1) zu vier Glocken von der Gießerei Kurtz (e1–fis1–a1–h1)
- Ludwigshafen, Erlöserkirche: insgesamt vier Glocken, drei von 1960 (ges1–b1–des2), eine von 1962 (es1)
- Lübeck, St. Marien: drei Glocken von 1985 (as0–b0–es1) zu vier vorhandenen (ges0–c1–d1–f1)
- Lübeck-Kücknitz, St. Johannes: eine Glocke von 2006 zu zwei vorhandenen
- Lüneburg, St. Johannis: zwei Glocken von 2013 (d1–fis1) und eine Glocke von 2014 (a0) zu fünf vorhandenen
- Lüneburg, St. Michaelis: insgesamt fünf Glocken, eine von 1928 (b1), eine von 1930 (as1), eine von 1932 (c2), eine von 1934 (des2), eine von 1939 (d2), zu vier vorhandenen (es1–f1–g1–f2)
- Magdeburg, Dom: zwei Glocken von 2022 (g0, 6525 kg und e1, 1300 kg) und fünf von 2023 (d1, fis1, g1, a1 und h1von 1720 kg bis 440 kg) als Ergänzung zu vier vorhandenen. Noch fehlende Credamus mit dem Gewicht von 14.000 kg wird aus betrieblichen Gründen nicht von Bachert gegossen.[16]
- Mannheim, Christuskirche: 1909 das größte Geläut in Baden, 1956 Neuguss der fünf Glocken (as0–b0–c1–es1–f1)[17]
- Mannheim, Jonakirche: drei Glocken von 1961 (h1–cis2–e2)
- Mannheim, Philippuskirche: vier Glocken von 1962 (e1–fis1–gis1–h1)
- Marktsteft, Filialkirche Auferstehung unseres Herrn Jesus Christus: drei Glocken von 2016 (cis2–e2–fis2)
- Mochenwangen, Pfarrkirche Mariä Geburt: vier Glocken von 2013 (es1–g1–b1–c2), als Ersatz für drei Eisenglocken der Firma Ulrich und Weule von 1920 (a1–b1–d2).
- München-Giesing, Templerordenkirche: 20 Glocken auf gis0
- München-Laim, St. Philippus: vier Glocken von 2018 (des1–ges1–as1–b1)
- Neubrandenburg, St. Marien: fünf Glocken von 2006 (h0–e1–gis1–a1–h1)
- Norderstedt-Friedrichsgabe, Johanneskirche: drei Glocken von 1965 (fis1–gis1–h1)
- Nürnberg, St. Sebald: vier Glocken von 1952 (a0–cis1–e1–fis1)
- Paderborn, St. Heinrich: vier Glocken von 2004 (gis0–h0–dis1–fis1), zu zwei vorhandenen (a2–h2), Albert Junker, Brilon (1946).
- Pforzheim, ev. Stadtkirche: sechs Glocken von 1964/65 (gis0–h0–cis1–dis1–fis1–gis1)
- Pforzheim, St. Michael: sechs Glocken von 1958 (a0–h0–cis1–e1–fis1–a1)
- Probsteierhagen, St. Katharinen: zwei Glocken von 1964, Schlagtöne (gis1) und (h1) zu vorhandener (dis1) von 1750
- Quickborn, Marienkirche: drei Glocken von 1972 (g1–h1–c2)
- Ratekau, Feldsteinkirche: insgesamt fünf Glocken, eine von 1925 (e2), zwei von 1962 (a1–c), zwei von 1993 (g1–d2)
- Rendsburg, St. Marien : zwei Glocken von 1961 (cis1-gis1) zu vorhandenen (h0-e1-fis1)
- Riedlingen, St. Georg: drei Glocken von 1958 (h1–e2–h2) zu vier vorhandenen
- Rotenburg an der Fulda, Stiftskirche: vier Glocken von 1995 (d1–f1–g1-b1)
- Rottenburg am Neckar, Dom: zwei Glocken von 2008 (a0–h1) zu neun vorhandenen
- Rottweil, St. Pelagius: vier Glocken von 1962 (h0–d1–e1–a1) zu drei vorhandenen
- Santo Domingo de Silos, Abtei Santo Domingo de Silos: sechs Glocken von 1999 (cis1–e1–fis1–gis1–h1–cis2)[18]
- Schloss Zeil (Leutkirch), Schlosskirche St. Maria: sechs Glocken von 1951 (cis1–e1–fis1–gis1–h1–cis2)
- Schorndorf, evangelische Stadtkirche: drei Glocken von 2005 (as0–b0–c2), zu einer historischen (f1) und drei Glocken von der Gießerei Kurtz (des1–as1–b1).
- Seester, St.-Johannes-Kirche: eine Glocke von 1957
- Sondershausen, Trinitatiskirche: zwei Glocken von 2018 und 2020 (h0–e1) zu zwei vorhandenen
- Steindorf (Wetzlar), Ev. Kirche: zwei Glocken von 1954 (b1–es2), zu einer vorhandenen (d2) von 1710.
- St. Ingbert, Pfarrkirche St. Josef: sieben Glocken von 2011 (a0–cis1–e1–fis1–a1–h1–d2; Schlagtonlinie leicht verzogen)
- Straßburg, Thomaskirche: vier Glocken von 2009 (cis1–e1–fis1–a1) zu zwei vorhandenen
- Speyer, Gedächtniskirche der Protestation: acht Glocken von 1959 (f0–as0–c1–es1–f1–as1–b1–c2)
- Torre de Claramunt (Spanien), Johannes-der-Täufer-Kirche: vier Glocken von 1989 (h1–d2–e2–g2)[19]
- Tuttlingen, Maria Königin: insgesamt fünf Glocken, drei von 1962 (d1–f1–g1), eine 2012 (b0), eine 2020 (c1)
- Vierzehnheiligen, Basilika: sechs Glocken von 2019 (g1–h1–e2–fis2–g2–a2) zu fünf vorhandenen[20]
- Vimbodí i Poblet, Monestir de Santa Maria de Poblet: sechs Glocken von 1990 (e1–gis1–h1–cis2–e2–fis2). Plus eine Glocke von 1991 (gis2) im Glockengiebel[21]
- Weinheim, Peterskirche: insgesamt fünf Glocken, drei von 1949 (h0–e1–fis1), eine von 1966 (gis1), eine von 2004 (cis1)
- Wernau (Neckar), St. Erasmus: zwei Glocken von 1963 (b0–des1)
- Worbis, St. Nikolaus: sechs Glocken von 2004 (d1–f1–g1–b1–c2–d2)